# Kiira Korpi
Kiira Linda Katriina Korpi (Tampere, 1988. szeptember 26. –) műkorcsolyázónő, a finn műkorcsolyázás kiemelkedő alakja.
Tamperében született Finnországban. Apja Rauno Korpi, akivel a Finn Női Jégkorong-válogatott bronzérmet nyert az 1998-as Téli Olimpián. Finnországban Kiirát úgy becézik, hogy Jääprinsessa  (Jéghercegnő). Egy GoldenSkate.com 2008-as cikkében Barry Mittan úgy írta le őt, mint "sokak szerint a legszebb nő a műkorcsolyában".
Kiira Korpi jól beszél finnül, svédül, angolul és németül. Kiira Pilates vagy Ashtanga jógát végez, ha van ideje.

## Karriere

### A kezdetek
Kiira Korpi ötéves korában kezdett el korcsolyázni nővérét követve.  11 vagy 12 éves korában teljesítette az első tripla ugrását egy salchowot.
Kiira a sikeres junior korcsolyázók közé volt sorolható, kétszer nyert Junior Finn Bajnokságot, és 3 Junior Grand Prix versenyről is éremmel tért haza, amikor is 2004-ben aranyat nyert. 2005-ben a Finn Bajnokságon második lett, ezzel kvalifikálta magát a 2005-ös Európa-bajnokságra, ahol végül tizenharmadik lett. Versenyzett a 2005-ös Junior Világbajnokságon is és 10. lett. A következő szezonban Kiira maradt az ISU Junior Grand Prix keretein belül. Ezután a 2006-os Finn Bajnokságon harmadik lett, míg a 2006-os Európa-bajnokságon a hatodik helyen végzett és ezzel kijutott a 2006-os torinói téli olimpiára, ahol tizenhatodik lett.  Bár csak harmadik volt a Finn Bajnokságon, az Európa-bajnoki eredményei miatt ő került be a finn olimpiai keretbe, ezzel kinőtte a Junior kategóriát.

### A 2006. és a 2009. közötti évek
A 2006/2007-es olimpiát követő idényben debütált a felnőttek között a Grand Prix sorozatban. A 2007-es Finn Bajnokságon a csalódást keltő negyedik pozícióban végzett, de ennek ellenére ő ment a 2007-es Európa-bajnokságra, ahol megcsípett egy bronzérmet., ezzel történelmi tettet hajtott végre a finn korcsolyázásban, ugyanis ő volt a második finn női műkorcsolyázó, aki Európa-bajnoki érmet nyert. Majd tizennegyedik lett a VB-n.
A 2007/2008-as szezon elején Kiira különböző bajokban szenvedett, mint például: nyelőcső fertőzés, influenza, és arcüreggyulladás, ezért kihagyta a Grand Prix versenyeket. Ezután ötödik lett a 2008-as Európa-bajnokságon, és a 2008-as Világbajnokságon is egy jó rövid program után (a 4. helyen állt) a szabadkorcsolyázásban gyengén futott, így végül be kellett érnie a kilencedik hellyel.
A 2008/2009-es Grand Prix versenyeket megintcsak kihagyta. Később viszont Finn Bajnok lett. AZ Európa-bajnokságon ötödik, majd a 2009-es Téli Universiadén bronzérmes lett, és ez volt az utolsó versenye is az évben.

### A 2009–2010-es szezon
A 2009/2010-es idény Kiirának egy dobogóval kezdődött a  Nebelhorn Trophy-n és a Finlandia Trophy-n, és megszerezte az első felnőtt Grand Prix medálját is a Cup of China versenyen. Viszont a Finn Bajnoki címét nem védte meg, második lett Laura Lepistö mögött. Az Európa-bajnokságon a második helyen állt a rövid programot követően, de a kűrben mutatott teljesítménye miatt lecsúszott a dobogóról. Kiira tizenegyedik lett a 2010-es Téli Olimpián (Vancouver), majd az azt követő Világbajnokságon csak a 19. pozíciót szerezte meg. 

### A 2010–2011-es szezon
A 2010/2011-es szezonban Kiira kipróbált egy új koreográfust, és az új versenyprogramját Shae-Lynn Bournenel és David Wilsonnal alakítottta ki. A Nebelhorn Trophy-n kezdett, ahol karrierje első győzelmét aratta. Két GP-versenyre kapott meghívót az NHK Trophy-ra és a Trophée Eric Bompard-ra. Az NHK Trophy-n negyedik lett, míg a Trophée Eric Bompard-on megnyerte első Grand Prix versenyét! Ezután következett a Finn bajnokság, ahol újra bajnoki címet ünnepelhetett másodszor pályafutása során. Majd Kiira Korpi nyert egy bronzérmet a 2011-es Európa-bajnokságon!

### A 2011–2012-es szezon
2011 júliusában Kiira lábközépcsontja sérült meg, így ő kihagyta a 2011-es Japán Opent és a 2011-es Finlandia Trophy-t. Folytatta a gyakorló lábujj ugrásokat és októberben azt mondta, hogy jól mentek neki, de ő nem érzi úgy, hogy teljesen készen állna a 2011-es NHK Trophy-ra, mégis a hatodik helyezett lett ezen a versenyen. Majd az ötödik lett a 2011-es Cup of Russia-n és sikeresen megvédte országos finn bajnoki címét címet a 2012-es decemberi finn műkorcsolya-bajnokságon.
Kiira Korpi a következő évben az Európa-bajnokságon harmadik érmét nyerte meg, Carolina Kostner mögött a második helyen futott be, annak ellenére, hogy fájt a combja a verseny előtt pár héttel. Ezek után le kellett mondania a 2012-es VB szereplésről elhúzódó láb és a csípő sérülések miatt.

### A 2012–2013-as szezon
A 2012-es évet a  Finlandia Trophy-n folytatta a nyári szünet után, ahol ezüstérmet nyert. Ezután harmadik GP-verseny érmét nyerte meg a 2012-es Cup of Chinán egy bronzérmet. Majd a 2012-es Rostelecom Kupán Kiira győzött, ezzel elhódította karrierje második Grand Prix győzelmét és kvalifikálta magát a GP-döntőre, ezzel ő volt az első finn műkorcsolyázó, akinek ez sikerült. Végül a jónak mondható negyedik helyen végzett. A következő versenye a 2013-as Finn Bajnokság volt, ahol aranyérmes lett. 
Kiira a 2013-as Európa-bajnokságot lemondta a bal lábában lévő Achilles-ín gyulladás miatt. Ugyanezért az okból hiányzott a 2013-as Világbajnokságról is.

### A 2013–2014-es szezon
2013. augusztus 23-tól új edzővel dolgozott, méghozzá Rafael Arutyunyannal Lake Arrowheadben (Kalifornia állam. A 2013-as évben Kiirát két Grand Prix versenyre hívták meg, az egyik a Skate Canada, a másik a Trophee Eric Bompard, bár mindkettőt ki kellett hagynia Achilles-ín sérülés miatt. A következő trénere Carlos Avila de Borba lett 2013 decemberében. De sajnos a sérülés nem javult, így az egész évet ki kellett hagynia a finn korisnak...

### A 2014–2015-ös szezon
Kiira a versenyzésbe a 2014-es Golden Spin zágrábi műkorcsolya versenyen tért vissza két év kihagyás után. A negyedik helyen állt a rövid program után, majd szuper kűrt futott, amivel megnyerte a versenyt. Ezután az 5. Finn Bajnoki Címét ünnepelhette 2014 decemberében. A 2015-ös stockholmi Európa-bajnokságon is rész vett, és jól is ment a rövid programban, ugyanis a negyedik poziciót foglalta el. Azonban vissza kellett lépnie a további EB-szerepléstől betegségre hivatkozva. Majd a Világbajnokságra is elutazott, de ott a nagy csalódást keltő 31. helyen végzett, a szabadkorcsolyázban így már nem vehetett részt....

### Későbbi karriere
A 2015-16-os Grand Prix sorozatban Kiira Korpi a Trophée Éric Bompard versenyre kapott meghívót, de később törölték a nevezettek listájáról! Így 2015. augusztus 27-én Kiira visszavonult a versenyszerű műkorcsolyázástól egy Helsinkiben rendezett sajtótájékoztató keretein belül. A továbbiakban gálákon lép fel, így teljesen nem tűnik el a műkorcsolya életből! 
Kiira Korpi, mint sportnagykövet lesz a 2017-es Helsinki Műkorcsolya Világbajnokság reklámarca és a Finn Tv-ben  is munkát vállal a továbbiakban, mint szakkommentátor.

### Műkorcsolya programjai
2002–2003. | Rövid program: Fantasie Impromptu by Frédéric Chopin | Kűr: Spanish Caravan by The Doors | Gála: -
2003–2004. | Rövid program: Nessun dorma by Giacomo Puccini performed by Vanessa-Mae | Kűr: It's Oh So Quiet by Björk | Gála: -
2004–2005. | Rövid program: Nessun dorma by Giacomo Puccini performed by Vanessa-Mae  Kűr: Blues: 1. Fever by Elvis Presley 2. Blues Boys Tune 3. Shake It Up and Go by B.B. King | Gála: It's Oh So Quiet by Björk
2005–2006. | Rövid program: Hello by Lionel Richie | Kűr: Blues: 1. Fever by Elvis Presley 2. Blues Boys Tune 3. Shake It Up and Go by B.B. King | Gála: -
2006–2007. | Rövid program: 1. Eye Patch 2. Yo Te Quiero (from Once Upon a Time in Mexico) by Robert Rodriguez | Kűr: Phantasia by Andrew Lloyd Webber, Sarah Chang | Gála: 1. Speaking of Happiness by Gloria Lynne 2. S'il suffisait d'aimer by Céline Dion
2007–2008. | Rövid program: Triunfal by Ástor Piazzolla | Kűr: Phantasia by Andrew Lloyd Webber, Sarah Chang | Gála: ABBA medley: 1. Gimme! Gimme! Gimme! 2. The Winner Takes It All 3. Dancing Queen
2008–2009. | Rövid program: Triunfal by Ástor Piazzolla | Kűr: 1. Crooked Room 2. Passenger to Copenhagen (from Agatha) by Kerkko Koskinen | Gála: Butterfly (from Out of Bounds) by Rajaton
2009–2010. | Rövid program: Caravan by Ikuko Kawai | Kűr: 1. Crooked Room 2. Passenger to Copenhagen (from Agatha) by Kerkko Koskinen | Gála: 1. If I Were a Boy by Beyoncé choreo. by Marwin Smith, Salome Brunner 2. Butterfly (from Out of Bounds) by Rajato
2010–2011. | Rövid program: Over the Rainbow by Harold Arlen choreo. by Shae-Lynn Bourne | Kűr: Evita by Andrew Lloyd Webber choreo. by David Wilson | Gála: 1. If I Were a Boy by Beyoncé choreo. by Marwin Smith, Salome Brunner 2. Cry Me a River by Ella Fitzgerald
2011–2012. | Rövid program: Over the Rainbow by Harold Arlen choreo. by Shae-Lynn Bourne | Kűr: I Got Rhythm by George Gershwin choreo. by Shae-Lynn Bourne | Gála: You and I by Lady Gaga choreo. by David Wilson
2012–2013. | Rövid program: The Girl with the Flaxen Hair by Claude Debussy choreo. by David Wilson | Kűr: Once Upon a Time in America by Ennio Morricone choreo. by Shae-Lynn Bourne | Gála: Wide Awake by Katy Perry
2013–2014. | Rövid program: A Day in the Life by The Beatles covered by Jeff Beck choreo. by Jeffrey Buttle | Kűr: Once Upon a Time in America by Ennio Morricone choreo. by Shae-Lynn Bourne |  Gála: -
2014–2015. | Rövid program:  A Day in the Life by The Beatles covered by Jeff Beck choreo. by Jeffrey Buttle | Kűr: Violin Concerto in D minor by Jean Sibelius choreo. by Shae-Lynn Bourne | Gála: -
2015–2016. | Rövid program: TBA choreo. by Shae-Lynn Bourne | Kűr: TBA choreo. by Shae-Lynn Bourne | Gála: -